# Babilla (álbum)
Babilla es el octavo álbum de estudio del rapero puertorriqueño Vico C y décima producción discográfica con canciones inéditas. Fue lanzado el 20 de noviembre de 2009 a través de Caribbean Records bajo licencia exclusiva de EMI Televisa. El álbum presenta colaboraciones con diversos artistas como Arcángel, Yaga & Mackie, Wiso G, Gustavo Laureano, Ángel López y Andy Montañez.
El álbum fue nominado al Grammy Latino al Mejor Álbum de Música Urbana en 2010. Babilla representa el último álbum de estudio de Vico C antes de un hiato de 14 años, durante el cual lanzó varios sencillos pero no pudo publicar material de álbum completo debido a disputas contractuales con EMI tras su adquisición por Universal Music Group, situación que se resolvió finalmente con el lanzamiento de Pánico en 2023.

## Antecedentes y desarrollo
Babilla marcó el regreso de Vico C al panorama musical después de cuatro años desde su anterior álbum Desahogo (2005). El álbum incorpora colaboraciones diversas que abarcan tanto el género urbano con artistas como Arcángel, Yaga & Mackie y Wiso G, como otros géneros musicales con la participación de Gustavo Laureano, Ángel López y Andy Montañez.
El proyecto fue desarrollado bajo la producción del propio Vico C, manteniendo su característico enfoque lírico y su reputación como el "Filósofo del Rap". El álbum representó una evolución en su sonido, incorporando elementos contemporáneos del reguetón mientras preservaba su estilo distintivo de rap consciente.

## Sencillos
«Sentimiento», interpretado junto a Arcángel, sirvió como el sencillo principal del álbum. La canción fue lanzada el 28 de agosto de 2009 y recibió una nominación al Grammy Latino a la Mejor Canción Urbana, aunque perdió ante «No pidas perdón» de Mala Rodríguez.
El segundo sencillo, «Babilla» (tema titular), fue lanzado el 10 de octubre de 2009, consolidando la promoción del álbum en el mercado latino.

## Recepción

### Recepción crítica
Babilla recibió reseñas mixtas de la crítica especializada. La revista Billboard otorgó al álbum una calificación de 3.5 sobre 5, elogiando la versatilidad musical de Vico C pero señalando inconsistencias en la cohesión general del proyecto.

### Reconocimientos
El álbum recibió dos nominaciones en los Premios Grammy Latinos de 2010:
- Mejor Álbum de Música Urbana - perdió ante Mi niña bonita de Chino & Nacho[4]
- Mejor Canción Urbana por «Sentimiento» - perdió ante «No pidas perdón» de Mala Rodríguez[5]

### Rendimiento comercial
Comercialmente, Babilla tuvo un desempeño modesto en comparación con trabajos anteriores de Vico C. El álbum debutó en la posición 13 del Top Latin Albums de Billboard, permaneciendo en la lista durante solo dos semanas. Este resultado lo convirtió en el álbum de estudio menos exitoso comercialmente de Vico C desde 1996, siendo también el primero desde ese año en aparecer únicamente en una categoría de las listas de Billboard.

## Legado e impacto
Babilla adquirió importancia retrospectiva al convertirse en el último álbum de estudio de Vico C durante 14 años. Tras su lanzamiento, el artista enfrentó prolongadas disputas contractuales con EMI después de su adquisición por Universal Music Group, lo que impidió el lanzamiento de nuevo material de álbum completo hasta Pánico en 2023. Durante este período intermedio, Vico C continuó lanzando sencillos individuales y colaboraciones, pero no pudo completar proyectos de álbum debido a las restricciones legales.
El álbum representa un punto de transición en la carrera de Vico C, mostrando su adaptación a las tendencias contemporáneas del reguetón mientras mantenía su identidad artística como pionero del rap en español.

## Lista de canciones
| N.º   | Título                        | Artista(s) destacado(s) | Duración |  |
| 1.    | «Babilla»                     |                         | 4:28     |  |
| 2.    | «Pólvora»                     |                         | 4:03     |  |
| 3.    | «Sentimiento»                 | Arcángel                | 3:41     |  |
| 4.    | «Se escapa»                   | Yaga & Mackie           | 5:37     |  |
| 5.    | «Moriré»                      |                         | 4:21     |  |
| 6.    | «Payasito»                    | Wiso G                  | 3:22     |  |
| 7.    | «El silencio mata»            |                         | 4:16     |  |
| 8.    | «El corazón se pone bruto»    |                         | 3:35     |  |
| 9.    | «La prueba de farmacia»       | Gustavo Laureano        | 4:11     |  |
| 10.   | «Por eso lloro»               |                         | 3:57     |  |
| 11.   | «Angelina»                    | Ángel López             | 4:33     |  |
| 12.   | «Aquí la que falló fue usted» | Andy Montañez           | 3:56     |  |
| 13.   | «Agua»                        |                         | 3:56     |  |
| 54:52 |                               |                         |          |  |

## Personal
Créditos adaptados de las notas del álbum.
Músicos
- Vico C – voz, producción ejecutiva

Artistas invitados
- Arcángel – voz en "Sentimiento"
- Yaga & Mackie – voz en "Se escapa"
- Wiso G – voz en "Payasito"
- Gustavo Laureano – voz en "La prueba de farmacia"
- Ángel López – voz en "Angelina"
- Andy Montañez – voz en "Aquí la que falló fue usted"

Producción
- Caribbean Records – sello
- EMI Televisa – licencia y distribución

## Posicionamiento en listas
| Lista (2009)                 | Mejor posición |
| ---------------------------- | -------------- |
| Top Latin Albums (Billboard) | 13             |